# Amelia (empresa)
Amelia, anteriormente IPsoft Inc., é uma empresa americana de tecnologia fundada em 1998 por Chetan Dube. A sua sede fica em Nova York, com filiais em 16 cidades, distribuídas em 11 países diferentes. Os principais produtos da empresa são IPcenter, 1Desk, e Amelia.

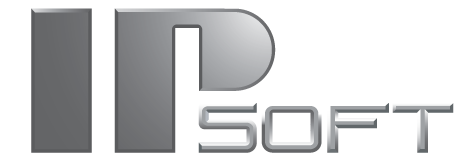
Logotipo original

## Produtos

### IPcenter
IPcenter é uma plataforma de agentes autonômicos. Ele automatiza o monitoramento e atendimento a serviços de rede. O Grupo Everest [en] de análises industriais declarou o IPcenter como o produto-líder para automação de operações em TI em junho de 2017.
IPsoft possui um programa oficial de certificação em IPcenter oficial chamado IPcenter Certification Program for Clients & Partners.

O programa possui quatro níveis de certificação (em ordem crescente de dificuldade): IPcenter Certified Associate (ICA), IPcenter Certified Professional (ICP), IPcenter Certified Expert (ICE), e IPcenter Automation Expert (IAE).

### 1Desk
1Desk é uma plataforma de automação de monitoramento e resolução de problemas em rede que incorpora agentes cognitivos.
A primeira versão foi lançada em 2017. 
O sistema é integrado com Amelia, possui características similares ao IPcenter, e por isso tem sido descrito como sua evolução.

### Amelia
Amelia é um assistente virtual multifuncional baseado em inteligência artificial.
Sua capacidade cognitiva (i.e., emulação do comportamento humano) é creditada a um cérebro virtual dividido em seis subunidades (ou sub-cérebros, conforme nomenclatura da empresa): semântico, lógico, memória de processo, memória emocional, conversação social e episódico. 
Sua tecnologia motora é baseada em texto, mas tem também capacidade de síntese de fala.
O avatar é baseando em Lauren Hayes, uma modelo profissional.
Amelia foi descrita pela imprensa especializada como o sistema de IA mais humano já criado devido às suas quase-indiferenciáveis capacidades cognitivas.

Em fevereiro de 2018 a IPsoft recebeu o prêmio Techie Award, dado pela revista Techworld do IDG na categoria Melhor Uso de Tecnologia Emergente, devido a Amelia e suas tecnologias motoras.

Em 2013, foi anunciada pela primeira vez com o nome Eliza.

A primeira versão foi lançada em 2014.
A versão 2.0 foi lançada in 2015.

A versão 3.0 foi lançada em 1 de junho de 2017.
Relativo a 2018, Amelia foi implementada, total- ou parcialmente, como a solução de inteligência artificial para atendimento ao consumidor em dezenas de companhias globais, dentre elas Credit Suisse, Skandinaviska Enskilda Banken Nippon Telegraph and Telephone, Shell Oil, and Accenture.
Ela foi primariamente empregada em sistemas de help desk on-line, com até 90% de precisão na resolução de chamados. 